# 1110-es busz
Az 1110-es jelzésű távolsági autóbusz Budapest, Népliget autóbusz-pályaudvar és Baja, autóbusz-állomás között közlekedik. Egyes járatok csak Budapest és Solt, Aranykulcs tér, illetve Budapest és Kalocsa autóbusz-állomás között közlekednek. A viszonylatot a MÁV Személyszállítási Zrt. üzemelteti. 2024. július 1-től a Kalocsa és Paks közötti Tomori Pál híd átadása miatt már csak a lassú járatok üzemelnek 1110-es jelzéssel, a gyorsjáratú autóbuszok 1123-as jelzéssel, az új Duna-hídon és az M6-os autópályán közlekednek.

## Járművek
A vonalon jellemzően Mercedes-Benz Intouro és Mercedes-Benz Tourismo RH M/2A típusú autóbuszok közlekednek, azonban előfordulhatnak más típusú járművek is.

## Megállóhelyei
| 0                                                                  | 0   | Budapest, Népliget autóbusz-pályaudvar végállomás | 195 | 175 | 1, 1A 83 254E 607, 608, 626, 628, 629, 630, 631, 632, 633, 635, 636, 650, 653, 654, 655, 656, 657, 659, 660, 661, 679, 705 1080, 1081, 1085, 1087, 1090, 1092, 1094, 1111, 1113, 1115, 1120, 1121, 1125, 1131, 1134, 1136, 1173, 1174, 1175, 1176, 1177, 1183, 1184, 1185, 1188, 1190, 1193, 1194, 1201, 1202, 1205, 1212, 1216, 1229, 1240, 1244, 1251, 1253, 1254, 1257, 1268 |
| A kék háttérű megállóhelyeken csak felszállás céljából állnak meg. |     |                                                   |     |     | |
| ∫                                                                  | 7   | Budapest, Határ út                                | ∫   | ∫   | |
| ∫                                                                  | 15  | Budapest, Pesterzsébet felső                      | ∫   | ∫   | |
| ∫                                                                  | 23  | Budapest, Soroksár, Hősök tere                    | ∫   | ∫   | |
| ∫                                                                  | 30  | Dunaharaszti, HÉV-állomás                         | ∫   | ∫   | |
| 20                                                                 | ∫   | Dunaharaszti elágazás (Némedi út)                 | 173 | ∫   | 632, 656, 657, 659, 660 1111, 1113, 1115 1, 1Y, 2, 3 |
| ∫                                                                  | 47  | Áporkai elágazás                                  | ∫   | ∫   | 650, 651, 653, 654, 656, 660, 661, 665, 667, 668 |
| ∫                                                                  | 49  | Áporkai, bejárati út                              | ∫   | ∫   | 650, 651, 653, 654, 660, 656, 661, 665, 667, 668 |
| ∫                                                                  | 51  | Kiskunlacháza autóbusz-forduló                    | ∫   | ∫   | 650, 651, 653, 654, 656, 660, 661, 665, 668 |
| 43                                                                 | 53  | Kiskunlacháza, vasútállomás elágazás              | 152 | ∫   | 645, 647, 648, 650, 651, 653, 654, 656, 660, 661, 665, 668, 669, 670 1111, 1113, 1115 |
| ∫                                                                  | 55  | Kiskunlacháza, Miska csárda                       | ∫   | ∫   | 645, 647, 660, 661, 665, 668, 669, 670 1111 |
| 47                                                                 | 57  | Kiskunlacháza, Móricz Zsigmond utca               | 148 | ∫   | 660 1111, 1113 |
| 58                                                                 | 68  | Dömsöd, vasútállomás elágazás                     | 138 | ∫   | 646, 649, 660, 668, 669, 671 1111, 1113 |
| 60                                                                 | 70  | Dömsöd, Kossuth Lajos utca 136.                   | 135 | ∫   | 646, 649, 660, 668, 669, 671 1111, 1113 |
| 67                                                                 | 78  | Tass, autóbusz-váróterem                          | ∫   | ∫   | 646 1113 |
| ∫                                                                  | ∫   | Tass, Március 15. utca                            | 128 | ∫   | 1111, 1113 |
| 68                                                                 | ∫   | Tass, Telep utca                                  | 127 | ∫   | 1111, 1113 |
| 72                                                                 | ∫   | Szalkszentmárton, bejárati út                     | 123 | ∫   | 1111, 1113 |
| ∫                                                                  | 85  | Szalkszentmárton, Hősök tere                      | ∫   | ∫   | |
| ∫                                                                  | 87  | Szalkszentmárton, Vecsei út                       | ∫   | ∫   | |
| 83                                                                 | 96  | Dunavecse, autóbusz-váróterem                     | 113 | ∫   | 1111, 1113 |
| ∫                                                                  | 98  | Dunavecse, Haslinger Kft.                         | ∫   | ∫   | |
| 88                                                                 | 101 | Apostag, vasútállomás                             | 108 | ∫   | 1111, 1113 |
| ∫                                                                  | 103 | Apostag, autóbusz-váróterem                       | ∫   | ∫   | |
| ∫                                                                  | 105 | Apostag, Szabados                                 | ∫   | ∫   | |
| ∫                                                                  | 110 | Dunaegyháza, autóbusz-váróterem                   | ∫   | ∫   | |
| ∫                                                                  | 115 | Solt, Petőfitelep                                 | ∫   | ∫   | 1529 |
| 99                                                                 | 119 | Solt, Aranykulcs tér                              | 96  | ∫   | 1111, 1113, 1499, 1507, 1510, 1529, 1547, 1568, 1803 |
| 114                                                                | 134 | Harta, autóbusz-váróterem                         | 81  | ∫   | 1111, 1113, 1803 |
| 122                                                                | 142 | Dunapataj, iskola                                 | 73  | ∫   | 1111, 1113, 1803 |
| 136                                                                | 156 | Kalocsa, kórház                                   | 59  | ∫   | 1111, 1113, 1803 |
| 141                                                                | 161 | Kalocsa, autóbusz-állomás                         | 50  | 50  | 555 1113, 1123, 1566, 1803 5056, 5058, 5218, 5227, 5232, 5243, 5295, 5306, 5310, 5311, 5312, 5314, 5316, 5349, 5353, 5354, 5355, 5358, 5359, 5360, 5364, 5365, 5366, 5367, 5368, 5369, 5370, 5371, 5372, 5373, 5375, 5376 |
| 153                                                                | 173 | Bátya, autóbusz-váróterem                         | 43  | ∫   | 1113, 1123, 1566 5310, 5311, 5312, 5314, 5353, 5355, 5359, 5358 |
| 160                                                                | 180 | Fajszi elágazás                                   | 36  | 36  | 1113, 1123, 1566 5310, 5311, 5312, 5314, 5353, 5355, 5359, 5358 |
| 166                                                                | 186 | Dusnok, autóbusz-váróterem                        | 30  | 30  | 1113, 1123, 1566 5310, 5311, 5312, 5314, 5353, 5355, 5359, 5358 |
| 178                                                                | 198 | Sükösd, autóbusz-váróterem                        | 18  | 18  | 1113, 1524 5219, 5226, 5310, 5311, 5312, 5314, 5315, 5316, 5358 |
| 184                                                                | 204 | Érsekcsanád, autóbusz-váróterem                   | 12  | 12  | 1113, 1123, 1524 5219, 5226, 5310, 5311, 5312, 5314, 5315, 5316, 5358 |
| 191                                                                | 211 | Bajaszentistván                                   | 5   | 5   | 1, 2, 5, 7 1113, 1123 5219, 5226, 5310, 5311, 5312, 5314, 5315, 5316, 5358 |
| 195                                                                | 215 | Baja, autóbusz-állomás végállomás                 | 0   | 0   | 3, 4 1113, 1123, 1486, 1503, 1504, 1506, 1524, 1577, 1652, 1731 5035, 5042, 5219, 5226, 5289, 5310, 5311, 5312, 5314, 5315, 5316, 5320, 5321, 5323, 5324, 5325, 5326, 5327, 5328, 5329, 5330, 5331, 5332, 5335, 5336, 5337, 5338, 5339, 5358, 5410, 5439, 5650 |

Megjegyzés: a Perc oszlop második oszlopa Baja felé a Népligetről 5:45-kor, míg Budapest felé a Bajáról 6:40-kor induló járat megállásait tünteti fel. Az első oszlop a normál megállási renddel közlekedő járatok menetidejét jelzi, melytől a kalocsai és solti betétjáratok eltérhetnek.
Dunaharaszti, elágazás (Némedi út) megállóhelyen az autóbuszok Baja felé csak felszállás, míg Budapest felé csak leszállás céljából állnak meg, továbbá Bajaszentistván megállóhelyen Baja felé csak leszállás, Budapest felé csak felszállás céljából állnak meg